# Bleunioù Sivi
Le cercle celtique Bleunioù Sivi (fleurs de fraisier en breton) est une formation de danse bretonne basée à Plougastel-Daoulas, dans le Finistère, en Bretagne. Membres de la confédération Kenleur, les différents ensembles participent au championnat de danse de Bretagne.
Le terroir de Plougastel présente de nombreuses spécificités, comme la couleur de ses costumes, ses danses qui commencent du pied droit et ses techniques de broderie. Le groupe s'efforce de préserver les traditions tant au niveau des costumes qu'au niveau de la danse. L'association dispense des cours de danse pour différents niveaux ainsi que des cours de broderie.

## Historique
En 1944, Jacques Fournier est parti faire ses études à l’École supérieure de commerces à Paris.
Il y fréquenta les cercles bretons : dans un premier temps le groupe « Breizh » qui était dirigé par Pierre Gauron. À ce moment-là, il n'y avait pas d'instruments, les sonneurs étaient rares et les répétitions étaient animées par des violons, notamment par Pierre Gauron. C'est là qu'il apprit toutes les danses de base : laridé, jabadao... Ensuite, il alla au groupe Nevezadur toujours à Paris. Comme il manquait d'instruments traditionnels, il essaya de se procurer un biniou. De fil en aiguille, il rencontra Hervé Le Menn, qui était originaire d'Hanvec et qui avait fondé le premier groupe de sonneurs bretons, le KAV (Kenvreuriez ar Viniouerien K.A.V.). Il lui fournit un « engin bricolé entre un biniou kozh et une cornemuse avec un seul bourdon ». Comme il n'y avait personne pour lui apprendre à en jouer, il s'entraînait seul. Il s'enfermait dans les cabinets pour faire moins de bruits !
À Paris, il joua avec un groupe de sonneurs qui était composé de la moitié de tous les sonneurs bretons de l’époque. Il y  fit la connaissance de  Polig Monjarret et de Loeiz Roparz qui est devenu par la suite son beau-frère.
En 1946, alors que Jacques Fournier poursuit ses études à Paris, il  eût envie de créer à Plougastel un cercle à l'image de ce qui se faisait à Paris. Plougastel a été un des premiers cercles.
À Plougastel, il y avait un groupe de jeunes gens qui s'étaient connus en 1944 pour fabriquer des pansements pour la libération. Ce groupe de personnes a été à la base du premier cercle les « Korollerien Plougastell ». Leurs professeurs étaient deux danseurs de la commune, Mathurin Kerdrevel et Daïg ar Vern pour les danses de Plougastel et Jean et Jacques Fournier pour les danses « externes ».
Le cercle était alors composé de personnes de toutes origines sociales : surtout  des étudiants, mais aussi des artisans, et beaucoup de cultivateurs. Il y avait même un inspecteur des impôts. Le groupe a toujours été composé de trente à cinquante personnes. Beaucoup de jeunes venaient de la campagne. Pour eux, les répétitions se déroulaient le dimanche après la messe.  En effet, ils ne pouvaient pas venir en semaine car ils n'étaient pas disponibles, les travaux des champs se terminant à 22 heures en été. Les jeunes du bourg avaient une répétition en semaine au restaurant Ty-Trémeur. À cette époque les gens disaient « il est dans le biniou à Fournier » en parlant des personnes faisant partie du cercle.
Le cercle était alors surtout constitué de filles de la campagne qui portaient le costume tous les jours. À cette époque, il n’y avait pas beaucoup de tissus pour refaire de nouveaux costumes d'hommes, il fallait donc en acheter d’occasion à la campagne. Pour les tenues des filles, ils se fournissaient dans un magasin de tissus qui avait donné des coupons. Les costumes refaits correspondaient aux tenues portées avant la première guerre mondiale. Il n’y avait pas encore d’uniformisation des costumes.
La création du cercle a permis de faire ressortir un certain nombre de chants et d’airs. Louis-Marie Bodènes qui a pris la présidence du cercle après Jacques Fournier en a fait un collectage dans la commune et les communes voisines.
À l'intérieur du cercle, régnait une bonne ambiance car les gens avaient un objectif commun : faire honneur à leur commune et à leur région.
Dès 1946, le groupe se produit à la fête locale de Plougastel (la fête des fraises n’existait pas encore) aux filets bleus à Concarneau, et y a remporté le premier prix de danse, à Brest pour la réception grandiose du Lord Maire de Glasgow, lord Inverclyde (Glasgow est la marraine de guerre de Brest), à Plougastel pour la réception de Skilton, le mécène qui a aidé à la reconstitution du calvaire, etc.
En avril 1948, le cercle participe à Paris au couronnement de la duchesse des Bretons de Paris. Cette même année, la Fête des Reine de Cornouaille crée en 1923, renait après guerre et Monique Jacq du cercle de Plougastel est élue Reine de Cornouaille.
En 1957, Louis-Marie Bodénes dit « Lili » remanie le cercle avec des jeunes de la campagne, faisant partie pour la plupart de la Jeunesse agricole chrétienne (JAC). Depuis cette date le cercle s’appelle « Bleunioù Sivi », (fleurs de fraisiers), en hommage au célèbre fruit rapporté du Chili par Amédée Fraisier en 1714.
Entre les années 1960 et 1970, le cercle voyage à l’étranger, Portugal en 1966, la Yougoslavie, la Belgique... qui viennent s’ajouter aux déplacements régionaux devenus traditionnels.
En 1989, Kendalc'h Pen Ar Bed (dont le cercle est membre depuis sa création) décide d’organiser son concours départemental de danses bretonnes à Plougastel. Le cercle décide d’être visionné.
En 1990, le cercle participe au concours à Rostronen en 3e catégorie et y reste jusqu’en 1993, année de sa montée en seconde catégorie.
En 2005, après avoir fini plusieurs fois 1er de seconde catégorie le groupe accède à la première catégorie.
En 2010, grâce à sa chorégraphie « Tri ban dans » le groupe monte en Excellence et participe à la Saint-Loup aux côtés des groupes Excellence. Cette année-là, le groupe Ado se présente pour la 1re fois en visionnage au concours qui se déroule à Plougastel depuis 2007. En 2011, le groupe adulte se présente en Excellence mais redescend en 1re catégorie. Parallèlement, le groupe Ado se présente en 4e catégorie et grâce à sa chorégraphie, monte en 3e catégorie dans laquelle il évolue toujours. En 2012, le groupe adulte est de nouveau récompensé pour sa chorégraphie « Elerc’h » et monte de nouveau en Excellence. En 2015, le groupe adulte redescend en 1re catégorie.

## Fonctionnement

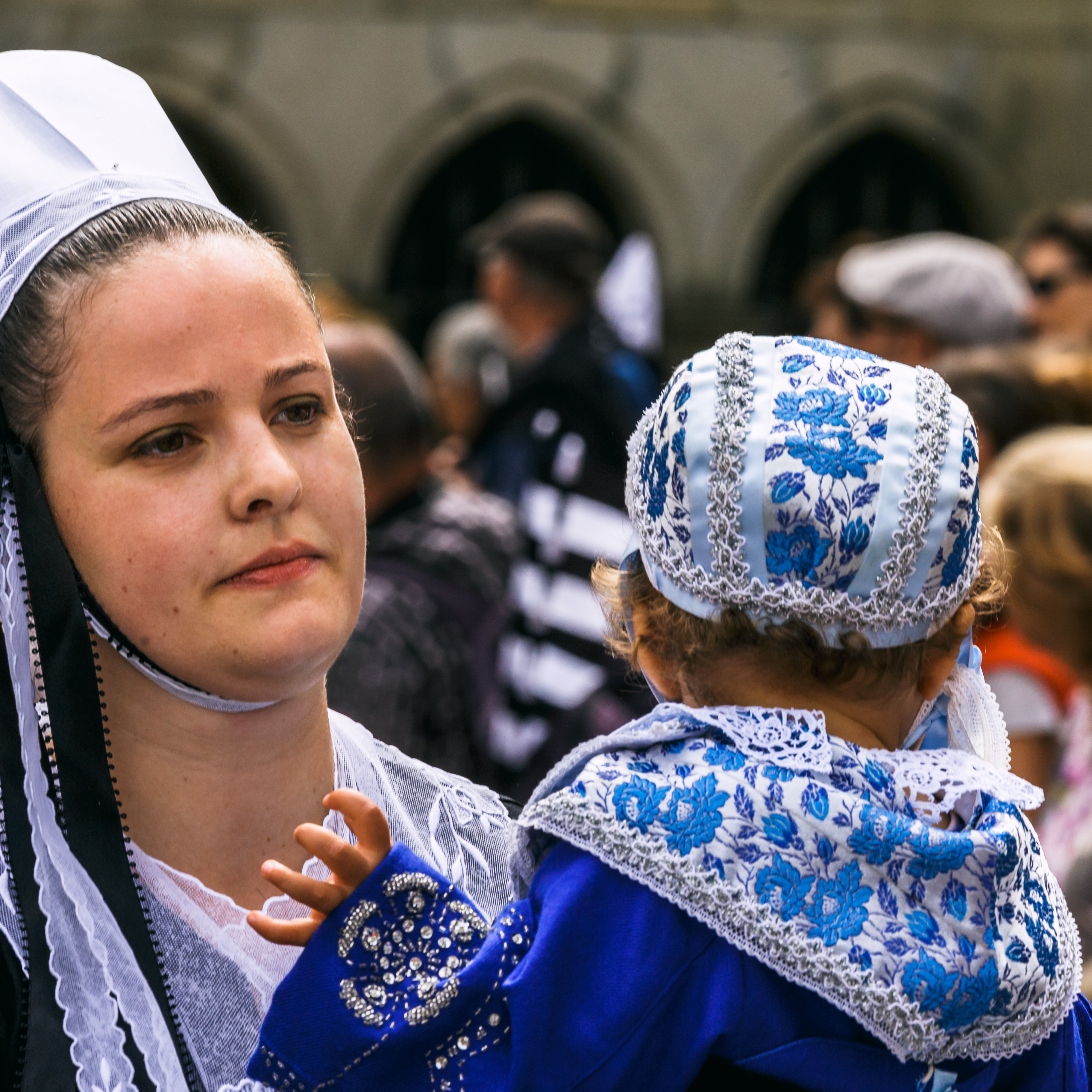
Costume enfant bleu

Ambassadeurs de la presqu’île, le cercle a régulièrement l’occasion de se produire à l’étranger ces dernières années : Canada en 2000 sur l’invitation des Bretons de Montréal pour la Saint-Yves, en Belgique… En 2012, le cercle a répondu présent à l’invitation des bretons de New York pour défiler aux côtés du Bagad Plougastell sur la 5e avenue à l’occasion de la Saint-Patrick.
La section enfant du cercle a été créée en 1976. Depuis, le cercle n’a cessé d’encadrer et de former des jeunes (beaucoup d’encadrants du groupe adulte d’aujourd’hui viennent des groupes enfants). Cette section est composée de quatre groupes, Débutants (ils ne se produisent pas en costume), Continuants, Enfants spectacle et Adolescents. Ils participent dès que possible aux sorties avec le groupe adulte, mais ils ont également leurs propres prestations.

## Costumes
À sa création, le Cercle celtique de Plougastel ne possédait pas de costumes. Les danseurs portaient ceux dont ils étaient propriétaires. Les tenues étaient disparates tant dans les formes, les matières que les couleurs.

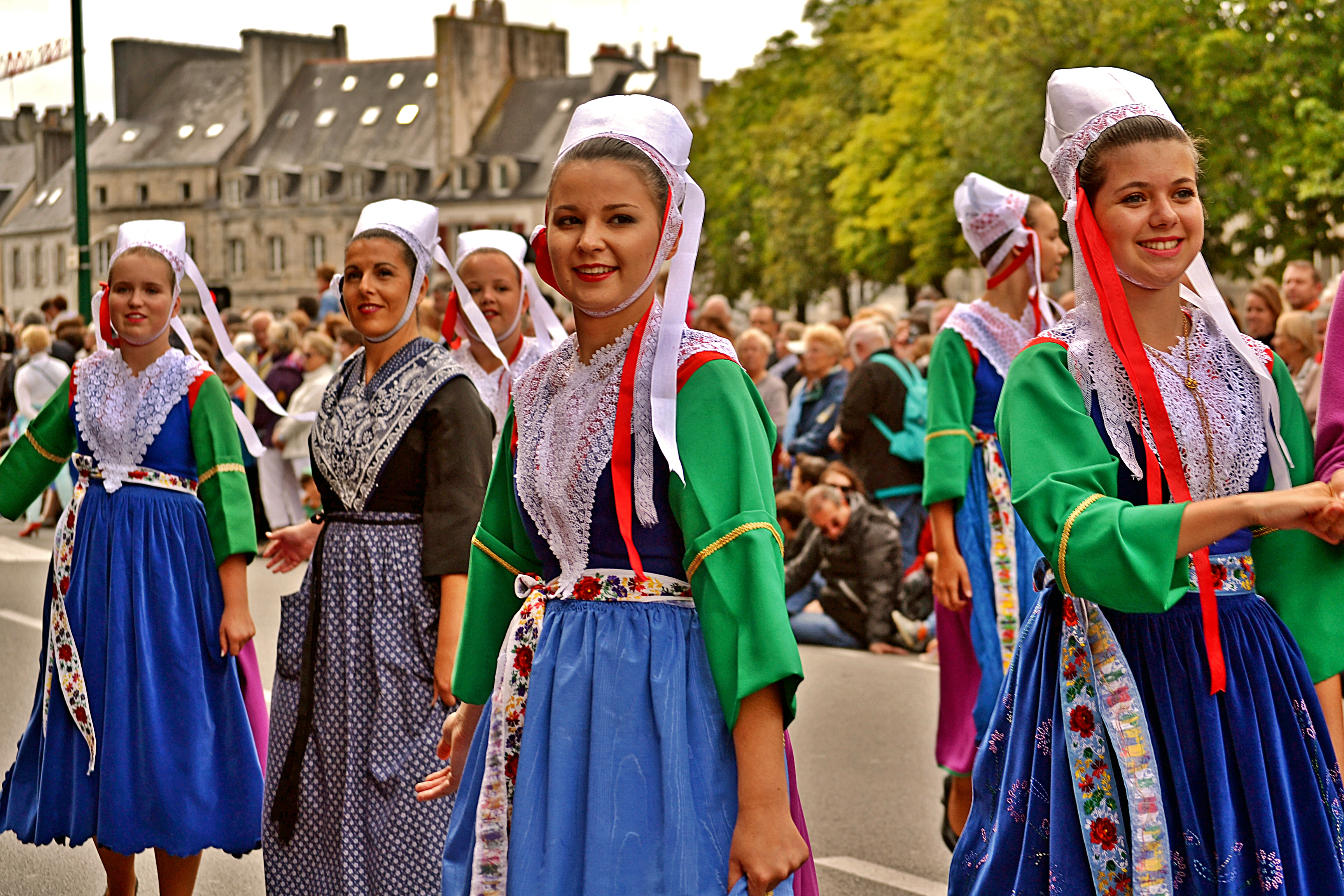

Puis, par souci d’élégance, il fut décidé d’harmoniser les tenues, particulièrement en ce qui concerne les couleurs. C’est ainsi que les danseuses revêtirent le costume de jeune fille autrement appelé « costume couleurs », lequel est encore porté aujourd’hui et constitue à n’en pas douter l’un des emblèmes du pays de Plougastel.
L’enrichissement de ce costume doit beaucoup à l’ingéniosité de quelques plougastellen.
Ainsi Madame Le Borgne et Madame Rosalie Coat, commerçantes de leur état, spécialisées dans la vente de meubles pour l’une et dans la vente de tissus et costumes pour l’autre, eurent l’idée d’employer des tissus d’ameublement pour façonner des tabliers bleus brochés du plus bel effet.
Puis Madame « Mimi » Jacq innova en créant le premier tablier bleu perlé porté par les danseuses qui emporte toujours l’admiration du plus grand nombre.
Le « costume couleurs » sera porté par les danseuses à l’exclusion de tout autre jusqu’en 1993.
À cette date, la confédération Kendalc’h, dont le Cercle est membre, organisa à Nantes une présentation de costumes de mariés à la mode de Bretagne. Le Cercle de Plougastel, s’engagea alors dans la reconstitution de costumes anciens, portés au XIXème  et au début du XXe siècle. Il s’agit des costumes de mariées dits : « longs couleurs et longs noir ».
Ces costumes seront utilisés pour la première fois en chorégraphie en 1994.
En l’an 1996, à l’occasion des fêtes commémorant le 50e anniversaire de sa création, le Cercle poursuivra son travail de reconstitution avec des costumes portés au XIXe siècle appelés costumes « pilpous ». Le tablier de ces costumes était réalisé dans un drap tissé à Plougastel avec du chanvre et de la laine.
En l’an 2000, des jupes en lin furent façonnées pour être avec le costume « pilpous ».
Pour le 60e anniversaire du Cercle, un costume porté par les femmes de Plougastel à la fin du XIXe siècle a été reconstitué. Sa coiffe constitue un intermédiaire entre la coiffe enveloppante portée avec le costume « pilpous » et la coiffe moderne encore portée aujourd’hui.
À l’occasion des présentations de costumes, de tenues d’enfants, de deuil, de demi-deuil, de mariée des années 1920, de mariée court perlé (dernier costume porté pour le mariage) ou de tous les jours furent également reconstitués.

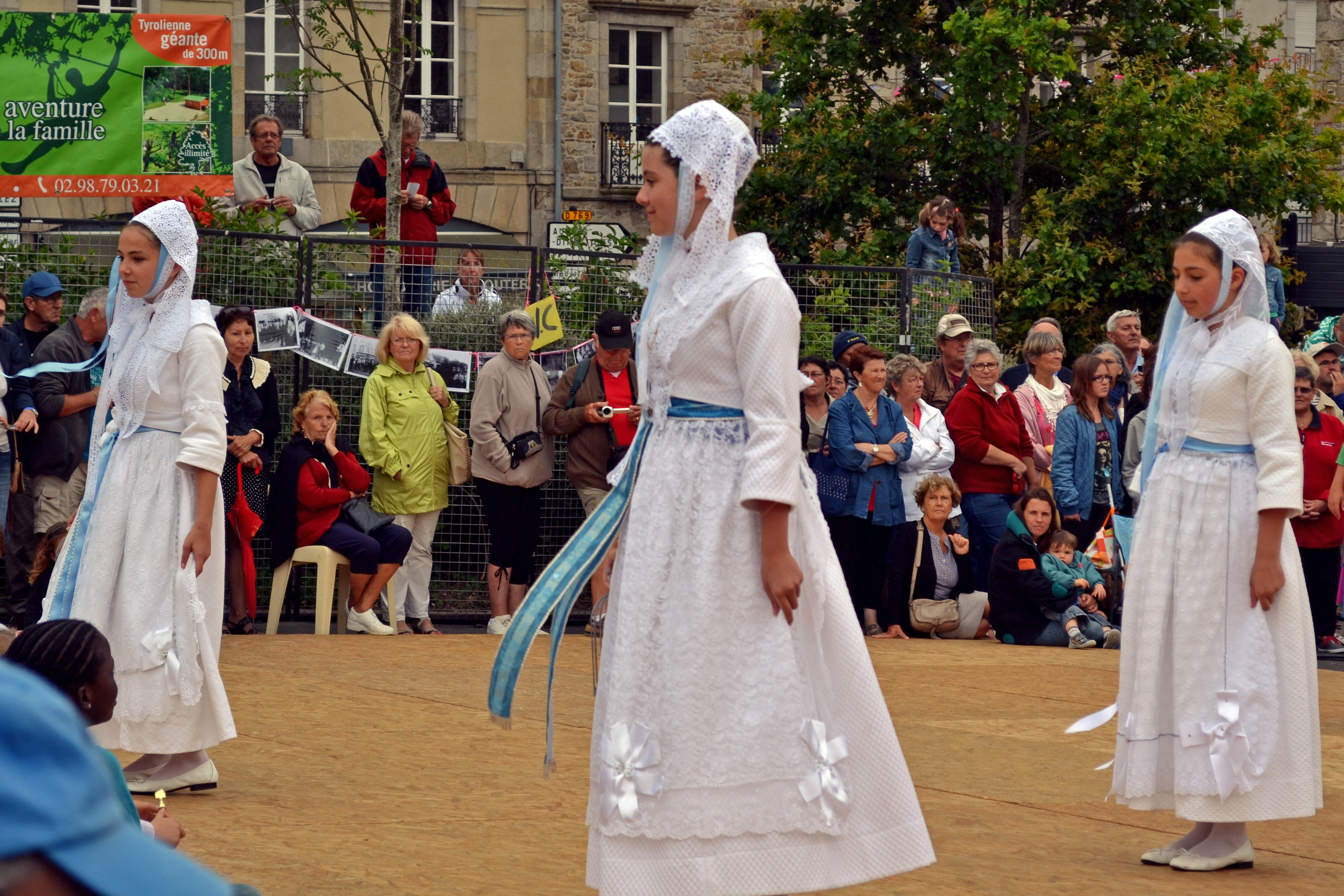

Pour la chorégraphie de 2012, le Cercle reproduisit le costume de communiante ou costume de Marie et le costume de cérémonie.
Les danseurs qui portaient traditionnellement, depuis l’origine du cercle, le costume du XXe siècle avec veste mauve ou bleue, virent également leur vestiaire s’étoffer.
À l’occasion des cinquante ans du Cercle, les costumes avec gilets blanc et bonnets chigovi apparurent, enrichis par la suite de gilets mauves et pantalon de lin.
Pour les soixante ans du Cercle, il a été décidé la reconstitution d’un costume de travail porté par les marins de Plougastel, qui se caractérise par le port d’une veste appelée « Kap an aod » par-dessus un gilet rouge.
Pour les soixante-cinq ans fut reproduit le costume du marié constitué d’une veste verte et d’un gilet mauve.
Pour la chorégraphie de 2012, le Cercle reproduisit un costume du XVIIIe siècle.